# 轉送位址
轉送位址（英語：Care-of address，縮寫為CoA），又譯為轉交位址、照護位址，使用在網路路由上，是行動裝置的暫時IP位址，它是移动IP的一部份。這使得本地代理器（Home agent, HA）能夠將封包轉送到行動裝置上。IP位址的原始設計，是用來識別本機（Host），以及這個裝置在全球IP網路中所佔的位置。但在行動裝置中，行動裝置本身的IP位址是用來識別本機之用，但在它接取的網路系統中，它可能不是這個網路系統中的合法IP位址，因此需要轉送位址作為辨識位置之用。